# 紳助のサルでもわかるニュース
『紳助のサルでもわかるニュース』（しんすけのサルでもわかるニュース）は、1994年4月5日から1997年9月23日まで日本テレビ系全国ネットの深夜番組放送枠『どんまい!!スポーツ&ワイド』（後の『どんまい!!』および『TVじゃん!!』）火曜の番組として生放送された読売テレビ製作のニュースバラエティ番組である。

## 概要
元々、「EXテレビ」の火曜版を事実上継承する番組として企画されたことから、「EX」火曜のサブ司会であった島田紳助が当番組の司会にキャスティングされた。
政治や経済のニュースで話題になった物事（国家、組織・団体、制度など）や、ニュースそのものをテーマに取り上げ、講師に迎えたタレントがスタジオで講義形式で「サルでもわかる」ように解説していた。また、紳助を含む5人のパネリストを学生役に迎え、彼らに講義を受けさせていた。タレントは事前に入念な予習・打ち合わせを行った上で講義に臨むのだが、誤った解説をした場合の訂正や補足、パネリストからの質問に対応するために、その回のテーマに携わる専門家（評論家や大学教授など）が「今週のお助けマン」として立ち会っていた。第1回目と第2回目では専門家がそのまま講師を務めていたが、それでは面白くないということで、第3回目からはタレントが講師を務めるようになり、以後は最終回までそのスタイルで続けられた。番組のラストでは、講義のおさらいとして小テストが行われていた。番組が生放送だったので、採点を終えるまでの間を繋ぐためにその後はより深い内容を取り扱った補足VTRが放送されていた。同時にワイプと呼ばれる小窓画面が登場し、その中でセクシーな映像が流れていた。
このほか、レギュラー出演者とゲスト出演者がクイズ対決をする企画もあった。

## 出演者

### 司会
- 島田紳助

### レギュラー
- そのまんま東
- 飯島愛
- 出川哲朗
- 野々村真
- 間寛平

### 今週のお助けマン
- 浦部法穂（憲法学者、神戸大学法学部教授(当時)）
- その他

## スタッフ
- 構成・ブレーン：倉本美津留、水野しげゆき、明石禄郎、儀賀保秀、渡辺泰樹
- プロデューサー：荻原武博
- チーフプロデューサー：藤澤國彦、吉村武久
  - 1994年4月 - 9月までの間のスタッフロールは日本テレビ側のスタッフと併記されており、プロデューサー＝「演出」、チーフプロデューサー＝「制作」として表記されていた。
- 協力：つむら工芸、高津商会、A.I.C.、東京衣裳、HIBINO
- 制作著作：よみうりテレビ

## エンディングテーマ
- もう一度逢いたくて（TAMTAM）
- Starting Over（infix）
- 東京に来い（KAN）
- 会えないよ（スターダストレビュー）[1]

## 書籍
- 読売テレビ放送株式会社 編『紳助のサルでもわかるニュース』実業之日本社、1994年10月21日。NDLJP:13206254。
- 読売テレビ放送株式会社 編『紳助のサルでもわかるニュース part 2』実業之日本社、1995年3月22日。NDLJP:13206249。
- 読売テレビ放送株式会社 編『紳助のサルでもわかるニュース part 3』実業之日本社、1995年9月16日。NDLJP:13206248。
- 読売テレビ放送株式会社 編『紳助のサルでもわかるニュース part 4』実業之日本社、1996年3月22日。NDLJP:13206251。
- 読売テレビ放送株式会社 編『紳助のサルでもわかるニュース part 5』実業之日本社、1996年6月22日。NDLJP:13206250。
- 読売テレビ放送株式会社 編『紳助のサルでもわかるニュース クイズスペシャル』実業之日本社、1996年3月22日。ISBN 4-408-10187-7。NDLJP:13206301。
- 読売テレビ放送株式会社 編『紳助のサルでもわかるニュース part 6』実業之日本社。NDLJP:13206304。
- 読売テレビ放送株式会社 編『紳助のサルでもわかるニュース 7』実業之日本社、1997年7月28日。NDLJP:13206306。
- 読売テレビ放送株式会社 編『紳助のサルでもわかるニュース pt.8』実業之日本社、1997年11月25日。NDLJP:13206305。
- 読売テレビ放送株式会社 編『紳助のサルでもわかるニュース 特番 時事問題400連発』実業之日本社、1998年6月24日。ISBN 4-408-10269-5。

## エピソード
- 1995年1月17日の放送は、当日に起きた阪神・淡路大震災関連の報道特番の影響で放送休止となった。
- 同じく読売テレビ製作の『今夜はシャンパリーノ』で、この番組とほとんど同じ内容の「ニュース・シャンパリーノ」という企画が行われた。

| 日本テレビ系 火曜日24時台                     | 日本テレビ系 火曜日24時台                       | 日本テレビ系 火曜日24時台 |
| 前番組                                        | 番組名                                          | 次番組 |
| --------------------------------------------- | ----------------------------------------------- | --- |
| EXテレビ （読売テレビ制作） ※ここまで単独番組 | 紳助のサルでもわかるニュース （読売テレビ制作） | 香取慎吾の天声慎吾 （日本テレビ制作） ※ここから『ZZZ』火曜1部新橋ミュージックホール （読売テレビ制作） ※ここから『ZZZ』火曜2部 |